# ХДИ-Арена
«ХДИ-Аре́на» (нем. HDI-Arena; так как на матчах под эгидой УЕФА запрещено использовать коммерческие названия, также используется название «Ганно́вер Аре́на») — стадион в немецком городе Ганновер, домашний стадион команды «Ганновер 96».
До 2002 года носил название «Нидерзаксенштадион» (нем. Niedersachsenstadion), с 2002 года носит коммерческое название. В 2002—2013 годах назывался «АВД-Арена», 1 июля 2013–1 июля 2022 связи со сменой спонсора называлась  «ХДИ-Арена». С 1 июля 2022 года имеет название «Хайнц фон хайден арена»

## Описание
Строительство «Нидерзаксенштадион» стоимостью 4 млн немецких марок было закончено в 1954 году. На тот период ганноверский стадион являлся одним из крупнейших не только в Германии, но и в Европе (86 000 зрителей). С 1959 года здесь проводятся домашние матчи команды «Ганновер 96». Реконструирован в 1972 и 1998, полностью перестроен в 2003–05. Дважды в своей истории стадион принимал игры Чемпионата Мира по футболу (в 1974 и в 2006 годах). В 1974 году здесь было сыграно 4 матча группового этапа, в 2006 году — 4 матча в группах и один матч 1/8 финала. Также здесь проходили 2 матча группового этапа Чемпионата Европы 1988 года, 2 матча в группах и один полуфинал Кубка конфедераций 2005 года, финалы Кубка Германии по футболу (1962, 1963, 1965, 1970, 1972, 1975, 1977, 1979) и Суперкубка Германии (1992, 1993).
Начиная с выступления Rolling Stones в 1982 году стадион был основной открытой концертной площадкой на севере Германии. После реконструкции 2003\04 годов традиция проведения концертов была восстановлена снова концертом Rolling Stones. Здесь также выступали Тина Тёрнер, Мадонна, Майкл Джексон и Genesis.

## Матчи чемпионата мира 2006, прошедшие на стадионе
В ходе чемпионата на стадионе было сыграно четыре матча группового турнира и матч 1/8 финала. Вместимость стадиона была несколько сокращена и составляла 43 тысячи мест. Также согласно требованиям ФИФА стадион носил название «Стадион чемпионата мира ФИФА Ганновер» (FIFA WM Stadion Hannover).
| Дата       | Время | Команда    | Результат | Команда     | Раунд      | Зрителей |
| ---------- | ----- | ---------- | --------- | ----------- | ---------- | -------- |
| 2006-06-11 | 21:00 | Италия     | 2-0       | Гана        | Группа E   | 43,000   |
| 2006-06-16 | 21:00 | Мексика    | 0-0       | Ангола      | Группа D   | 43,000   |
| 2006-06-20 | 16:00 | Коста-Рика | 1-2       | Польша      | Группа A   | 43,000   |
| 2006-06-23 | 21:00 | Швейцария  | 2-0       | Южная Корея | Группа G   | 43,000   |
| 2006-06-27 | 21:00 | Испания    | 1-3       | Франция     | 1/8 финала | 43,000   |

## Иллюстрации
- Место скорби по Роберту Энке, окончившему жизнь самоубийством. Территория стадиона, 11 ноября 2009 г.
- На северной трибуне во время матча. 2005 г.